# Maite Zúñiga
Maite Zúñiga (eigentlich: María Teresa Zúñiga Domínguez; * 28. Dezember 1964 in Eibar) ist eine ehemalige spanische Mittelstreckenläuferin.
1987 schied sie über 1500 m bei den Weltmeisterschaften in Rom im Vorlauf aus. Im Jahr darauf wurde sie über dieselbe Distanz Fünfte bei den Halleneuropameisterschaften in Budapest und über 800 m Siebte bei den Olympischen Spielen in Seoul.
Ebenfalls über 800 m wurde sie 1989 Vierte bei den Halleneuropameisterschaften in Den Haag, schied aber bei den Europameisterschaften 1990 in Split im Halbfinale und bei den Weltmeisterschaften 1991 in Tokio im Vorlauf aus.
In der Folge kehrte sie bei internationalen Großereignissen auf die 1500-m-Distanz zurück. 1992 wurde sie Sechste bei den Olympischen Spielen in Barcelona, 1993 Fünfte bei den Hallenweltmeisterschaften in Toronto sowie Zwölfe bei den Weltmeisterschaften in Stuttgart und 1994 Achte bei den Europameisterschaften in Helsinki. 
1995 gewann sie Bronze bei den Hallenweltmeisterschaften in Barcelona und wurde Achte bei den Weltmeisterschaften in Göteborg. Im Jahr darauf erreichte sie bei den Olympischen Spielen in Atlanta das Halbfinale.
1997 folgte eine Bronzemedaille bei den Mittelmeerspielen und ein vierter Platz bei den Weltmeisterschaften in Athen. 1998 wurde sie Sechste bei den Halleneuropameisterschaften in Valencia und Achte bei den Europameisterschaften in Budapest, 1999 schied sie bei den Weltmeisterschaften in Sevilla im Vorlauf aus.
Fünfmal wurde sie Spanische Meisterin über 800 m (1982, 1983, 1990–1992), sechsmal über 1500 m (1989, 1993–1995, 1997, 1998) und einmal über 400 m (1988). In der Halle errang sie je einen nationalen Titel über 400 m (1990) und 800 m (1989) sowie acht über 1500 m (1987, 1988, 1993–1998).
Maite Zúñiga ist 1,67 m groß und wog in ihrer aktiven Zeit 55 kg. Sie wurde von Manuel Pascua trainiert.

## Persönliche Bestzeiten
- 400 m: 52,71 s, 7. Juni 1988, Madrid
- 800 m: 1:57,45 min, 1. Juni 1988, Sevilla (spanischer Rekord)
  - Halle: 2:01,83 min, 28. Februar 1989, Sevilla (ehemaliger spanischer Rekord)
- 1000 m: 2:34,66 min, 13. September 1989, Jerez de la Frontera (ehemaliger spanischer Rekord)
  - Halle: 2:44,87 min, 10. März 1989, Madrid (ehemaliger spanischer Rekord)
- 1500 m: 4:00,59 min, 8. August 1992, Barcelona (ehemaliger spanischer Rekord)
  - Halle: 4:10,99 min, 13. März 1994, Paris (ehemaliger spanischer Rekord)
- 1 Meile: 4:28,56 min, 16. August 1992, Köln
  - Halle: 4:33,06 min, 22. Februar 1998, Liévin (spanischer Rekord)
- 3000 m: 9:18,39 min, 28. Mai 1999, Sevilla